# Maurizio Monti
Maurizio Monti (Roma, 1º gennaio 1941 – Ariccia, 10 dicembre 2021) è stato un paroliere e cantautore italiano.

## Biografia
Ha scritto per vari artisti italiani come Patty Pravo, Anna Oxa, Gianni Morandi, Le Orme, Mina, Riccardo Cocciante, Gilda Giuliani. Tra i suoi brani di successo: Pazza idea, Come un Pierrot, La Valigia Blu, Per una bambola, cantate dalla Pravo.
Ha all'attivo due album usciti negli anni settanta per la RCA Italiana, dal titolo L'amore e Diavolo custode.
Nel 1980 scrive con Giovanni Tommaso il doppio album Alice per una reunion del Perigeo. L'album vede la presenza di molti artisti, tra cui Rino Gaetano, Lucio Dalla, Nino Buonocore, Anna Oxa, Ivan Cattaneo e Maria Monti.
Nel 1984, sempre con Patty Pravo, vince il premio della critica al Festival di Sanremo con il brano Per una bambola.
Nel 1994 esce sul mercato il brano Amore, cantato in duetto da Mina e Riccardo Cocciante, poi reinterpretato dall'artista spagnola Mónica Naranjo.
Nel 2010 collabora con Le Orme per la scrittura dei testi dell'album La via della seta che uscirà l'anno successivo.
Secondo quanto riporta il sito MYmovies.it, muore il 10 dicembre 2021 all'età di 80 anni.

## Discografia

### Album
- 1973 - L'amore (RCA Italiana, DPSL 10586)
- 1976 - Diavolo custode (RCA Italiana, TPL1 1222)

### Singoli
- 1973 - Bella Mia/Esco Con Rosa (RCA Italiana)